# اندرو برگمن
اندرو برگمن (انگلیسی: Andrew Bergman؛ زادهٔ ۲۰ فوریهٔ ۱۹۴۵) فیلم‌نامه‌نویس، تهیه‌کننده و کارگردان اهل ایالات متحده آمریکا است.